# کارولین سوهجیان
کارولین سوهجیان (انگلیسی: Caroline Sohgian؛ زادهٔ ۱۹۹۳) بازیکن فوتبال ارمنی‌تبار اهل فلسطین در پست مهاجم است.

## باشگاهی
از باشگاه‌هایی که در آن بازی کرده است می‌توان به Arab Orthodox اشاره کرد.

## تیم ملی
وی همچنین در تیم ملی فوتبال زنان فلسطین بازی کرده است.